# Hiromasa Yamamoto
Hiromasa Yamamoto (født 5. juni 1979) er en tidligere japansk fodboldspiller.
Han har spillet for flere forskellige klubber i sin karriere, herunder Júbilo Iwata, Cerezo Osaka og Ehime FC.